# Robertson White
Pour les articles homonymes, voir White.
Robertson White est un scénariste et acteur américain né le 24 février 1900 à Freedom, Indiana (États-Unis), décédé le 29 novembre 1985 à Boston (Massachusetts).

## Filmographie

### comme scénariste
- 1937 : Once a Doctor
- 1937 : The Footloose Heiress
- 1937 : The Westland Case
- 1938 : The Patient in Room 18
- 1938 : He Couldn't Say No
- 1938 : The Lady in the Morgue
- 1938 : Mystery House (en)
- 1938 : My Bill
- 1939 : The Witness Vanishes
- 1940 : La Croisière meurtrière (Charlie Chan's Murder Cruise
- 1947 : Dick Tracy contre le gang (Dick Tracy Meets Gruesome)
- 1948 : Jungle Patrol

### comme acteur
- 1963 : Flipper : Mr. Abrams
- 1967 : Le Grand ours et l'enfant (Gentle Giant) : Swenson
- 1970 : How Do I Love Thee? : Old Geezer